# リーガン・バーンズ
リーガン・バーンズ（Regan Burns、1968年6月14日 - ）は、アメリカ合衆国の俳優。

## 出演作品
- ブログ犬 スタン（ベネット・ジェームス）
- マーメイド・ボーイ 僕って人魚!?（ジョー）
- Major Crimes 重大犯罪課 S4 #1

(尋問される警備員)